# Generación Doliente
La Generación Doliente (en gallego: Xeración Doente) es el nombre con el que se conoce a un grupo de prometedores pintores de Galicia (España) del siglo XIX, fallecidos todos ellos de tuberculosis alrededor de 1900 cuando rondaban los 30 años y se encontraban en el comienzo de su madurez artística. El nombre de Generación Doliente fue acuñado por M. F. Barreiro y Felipe Bello Piñeiro en el Segundo Salón ferrolano de pintura gallega - El Correo Gallego (27 de agosto de 1922). 
La Generación Doliente fue la primera generación de pintores gallegos de la época contemporánea, fruto de la Escuela Provincial de Bellas Artes de La Coruña, establecida en 1852.

## Componentes
- Jenaro Carrero Fernández, 1874 - 1902
- Ovidio Murguía de Castro, 1871 - 1900
- Ramón Parada Justel, 1871 - 1902
- Xaquín Vaamonde Cornide, 1871 -  1900

Todos ellos con obra en el Museo de Bellas Artes de La Coruña.